# Die Welt, wie wir sie kannten
Die Welt, wie wir sie kannten ist ein Science-Fiction-Roman für Jugendliche der US-amerikanischen Autorin Susan Beth Pfeffer aus dem Jahr 2006, der zum Genre der Dystopien gehört. Es ist das erste Buch der „Last Survivors“-Reihe.

## Handlung
Die Handlung wird aus der Sicht des Teenagers Miranda im Tagebuchformat beschrieben. Ein Asteroid trifft den Mond und wirft ihn aus seiner Umlaufbahn. Durch die veränderte Gravitation des Mondes treten Katastrophen wie Flutwellen und Vulkanausbrüche auf. Der Strom beginnt auszufallen und die Nahrungsvorräte von Mirandas Familie werden knapp. Es beginnt ein Kampf ums Überleben.

## Fortsetzungen
- Die Verlorenen von New York. Carlsen, 2011, ISBN 978-3-551-58219-5.
- Das Leben, das uns bleibt. Carlsen, 2012, ISBN 978-3-551-58275-1.
- The Shade of the Moon (englisch). Harcourt Children’s Books, 2013, ISBN 978-0547813370

## Ausgaben
- Die Welt, wie wir sie kannten. Carlsen, Hamburg 2010, ISBN 978-3-551-58218-8. (Übersetzer: Annette von der Weppen).
- Englische Originalausgabe: Life as we knew it. Hartcourt, San Diego, California 2006, ISBN 0-15-205826-5.

## Hörbuch
- Die Welt wie wir sie kannten. Gelesen von Stefanie Stappenbeck. Silberfisch, Hamburg 2010, ISBN 978-3-86742-065-5. 6 CD